# Helmuth Figdor
Helmuth Figdor (* 1948 in Wien) ist ein österreichischer Psychoanalytiker, Kinder- und Jugendlichenpsychotherapeut und Erziehungsberater.

## Leben und Werk
Helmuth Figdor studierte an der Universität Wien Soziologie, Philosophie, Psychologie und Erziehungswissenschaft und promovierte 1983 mit der Dissertation „Der Beitrag der Psychoanalyse für die Pädagogik der ersten fünfzehn Lebensmonate“.
Seit 1985 war er am Institut für Erziehungswissenschaften und später am Institut für Bildungswissenschaft der Universität Wien als externer Lektor tätig. Neben Wilfried Datler zählte er zu den aktivsten österreichischen Vertretern der Psychoanalytischen Pädagogik während ihrer „Renaissance“ im deutschsprachigen Raum in den 1980er und frühen 1990er Jahren. 1995 habilitierte er an der Universität Wien und erhielt die Lehrbefugnis für „Allgemeine Pädagogik, Sozialpädagogik, Sonder- und Heilpädagogik und Psychoanalytische Pädagogik“. Seit 2003 lehrt er an der Universität für Musik und Darstellende Kunst Wien.
Er ist Mitglied der Wiener Psychoanalytischen Vereinigung. Neben seiner Tätigkeit als Psychoanalytiker und Kinderanalytiker begann er, Eltern zu beraten, die ihr Kind aufgrund von Verhaltensauffälligkeiten oder anderen Symptomen zur Psychotherapie anmelden wollten. Aus der Erfahrung, dass die Arbeit mit den Eltern oft ausreichte, um die den Auffälligkeiten des Kindes zugrundeliegenden Probleme zu lösen, entwickelte er das sogenannte „Wiener Modell“ der Psychoanalytisch-pädagogischen Erziehungsberatung.
In den 1980er Jahren war er federführend an einem Forschungsprojekt des Instituts für Angewandte Psychoanalyse der Sigmund Freud-Gesellschaft Wien unter Harald Leupold-Löwenthal beteiligt, das sich dem Erleben von Kindern bei einer Trennung oder Scheidung ihrer Eltern widmete. Aus diesem Forschungsprojekt entstand das Buch „Kinder aus geschiedenen Ehen. Zwischen Trauma und Hoffnung“ (siehe „Veröffentlichungen“) und ein lebenslanger Arbeitsschwerpunkt zu Themen des Trennungserlebens von Kindern und Jugendlichen, zur Bedeutung beider Eltern für das Aufwachsen von Kindern, zur Unterstützung von Kindern und ihren Familien bei Trennung und Scheidung und zur Arbeit bei Hochstrittigkeit. In diesem Zusammenhang war er an der Entwicklung des österreichischen Konzepts des "Kinderbeistands" beteiligt, mit dem nach dem Kinderbeistands-Gesetz Kindern in pflegschaftsgerichtlichen Verfahren zur Obsorge und zum Kontaktrecht eine professionelle Vertrauensperson zur Seite gestellt werden kann. Die gemeinsam mit Judit Barth-Richtarz veröffentlichte Evaluationsstudie "Was bringt die gemeinsame Obsorge?" beeinflusste die Einführung der gemeinsamen Obsorge als Regelfall sowie der verpflichtenden Elternberatung bei einer Trennung oder Scheidung der Eltern im österreichischen Kindschaftsrecht.
Seit ihrer Gründung 1996 war er Vorsitzender der Arbeitsgemeinschaft Psychoanalytische Pädagogik, die in mittlerweile acht Lehrgängen Psychoanalytisch-pädagogische Erziehungsberaterinnen und Erziehungsberater ausbildet (Stand 2023). Anlässlich seines Rückzugs als Vorsitzender 2015 wurde ihm der Titel eines Ehrenpräsidenten verliehen.

## Veröffentlichungen (Auswahl)
- „Pädagogisch angewandte Psychoanalyse“ oder „Psychoanalytische Pädagogik“? In: Hans-Georg Trescher, Christian Büttner (Hrsg.): Jahrbuch für Psychoanalytische Pädagogik 1. Grünewald, Mainz 1989, S. 136–172.
- Kinder aus geschiedenen Ehen: Zwischen Trauma und Hoffnung. Wie Kinder und Eltern die Trennung erleben. Psychosozial, Gießen 1991, ISBN 978-3-8379-2198-4. Das Buch erschien 2012 in 9. Auflage und wurde auch in ungarischer und russischer Sprache veröffentlicht.
- Wissenschaftstheoretische Grundlagen der Psychoanalytischen Pädagogik. In: Mario Muck, Hans-Georg Trescher (Hrsg.): Grundlagen der Psychoanalytischen Pädagogik. Grünewald, Mainz 1993, ISBN 978-3-7867-1631-0, S. 63–99.
- mit Wilfried Datler, Johannes Gstach (Hrsg.): Die Wiederentdeckung der Freude am Kind. Psychoanalytisch-pädagogische Erziehungsberatung heute. Psychosozial, Gießen 1998, ISBN 978-3-932133-52-7.
- Praxis der Psychoanalytischen Pädagogik I. Vorträge und Aufsätze, Band 1. Psychosozial, Gießen 2006, ISBN 978-3-89806-511-5.
- Praxis der Psychoanalytischen Pädagogik II. Vorträge und Aufsätze, Band 2. Psychosozial, Gießen 2007, ISBN 978-3-89806-559-7.
- (Hrsg.): „Denn wir können die Kinder nach unserem Sinne nicht formen…“ (J.W. von Goethe) Festschrift zum 10jährigen Bestehen der Arbeitsgemeinschaft Psychoanalytische Pädagogik (APP). Empirie-Verlag, Wien 2008, ISBN 978-3-902227-96-6.
- mit Peter Röbke: Das Musizieren und die Gefühle. Instrumentalpädagogik und Psychoanalyse im Dialog. Schott, Mainz 2008, ISBN 978-3-7957-8736-3.
- mit Judit Barth-Richtarz:  Was bringt die gemeinsame Obsorge? Studie zu den Auswirkungen des KindRÄG 2001.  Manz, Wien 2008, ISBN 978-3-214-03267-8.
- Patient Scheidungsfamilie. Ein Ratgeber für professionelle Helfer. Psychosozial, Gießen 2012, ISBN 978-3-8379-2218-9.